# Mijaíl Kamenski

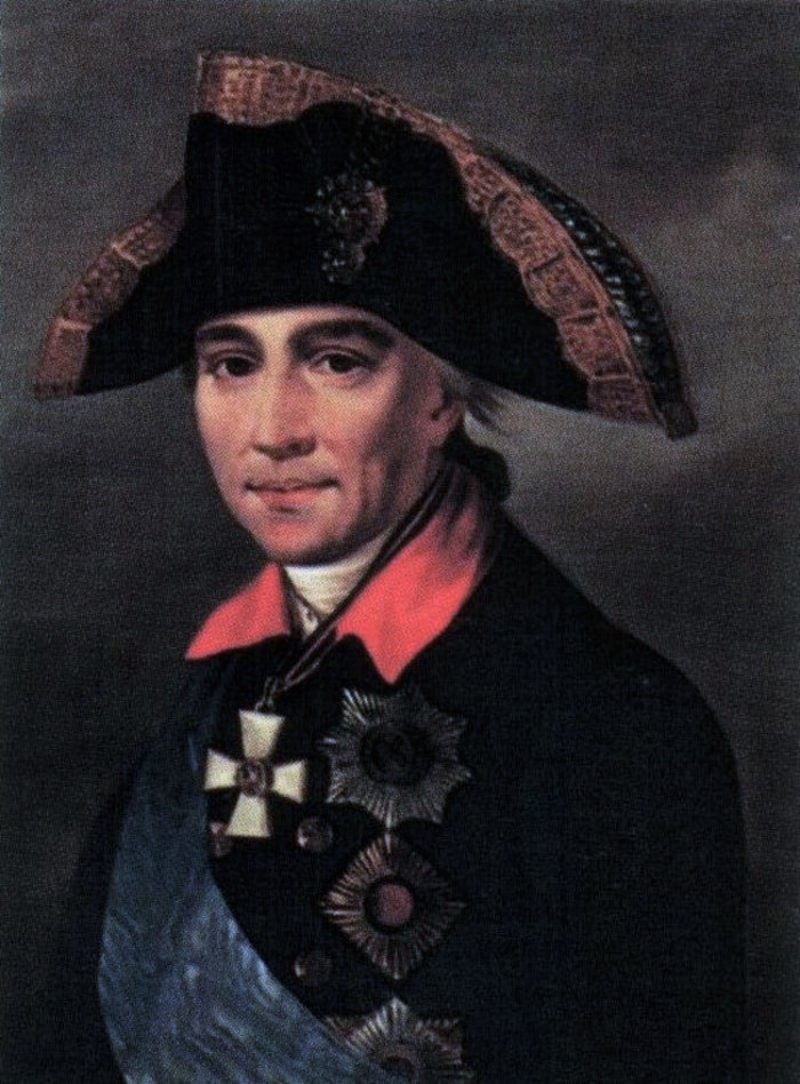
Retrato de Mijaíl Kamenski, anónimo, finales del. San Petersburgo, Museo Suvorov

El conde Mijaíl Fedótovich Kamenski (en ruso: Михаи́л Федо́тович Каме́нский; San Petersburgo, 19 de mayo de 1738 - Saburovo, 12 de agosto de 1809) fue un mariscal de campo ruso prominente bajo el reinado de Catalina II y las campañas napoleónicas.
Kamenski sirvió como voluntario en el ejército francés en 1758-1759. Después participó en la guerra de los Siete Años. En 1783 fue designado gobernador general de las gobernaciones de Riazán y Tambov. Durante la guerra contra Turquía (1787-1792), en 1788 derrotó a los turcos en el asentamiento moldavo de Gangur. Cuando el príncipe Potemkin cayó enfermo y le confió el mando del ejército a Mijaíl Kajovski, Kamenski rechazó subordinarse a él, refiriéndose a su antigüedad; por ello fue depuesto del servicio militar.
En 1797 el emperador Pablo I concedió a Kamenski el título de conde y lo hizo retirarse. En 1806 fue designado comandante en jefe del Ejército ruso en Prusia, que había estado luchando contra los ejércitos franceses de Napoleón. Después de seis días al mando, en la víspera de la batalla de Pułtusk, Kamenski transfirió el mando a Federico de Buxhoeveden bajo el pretexto de enfermedad y abandonó el lugar para ir a sus fincas cerca de Oryol.
Kamenski fue notorio por el maltrato de sus siervos y murió a manos de uno de ellos en 1809. Su muerte ocasionó un poema sentimental de Vasili Zhukovski. Fue el padre de los generales Serguéi Kamenski y Nikolái Mijáilovich Kamenski.
La actriz británica Helen Mirren es una de sus descendientes.